# Морски пјетлић
Морски пјетлић (лат. Dactylopterus volitans), познат и као медитерански тарсус  је риба која претежно живи на дну тропских топлих вода с обје стране Атлантског океана. На америчкој страни, настањује сјеверне воде океана, надомак Масачутеса а крајње јужно станиште су топле воде Аргентине, укључујући Карибе и Мексички залив.  У Европским и Афричким водама, морски пјетлић се може уочити од Енглеског канала до Анголе, укључујући и Медитеранско море. Ово је једина врста из монотипског рода Dactylopterus. Сличне и сродне врсте из рода Dactylopterus налазе се у Индијском и Тихом океану. 

## Опис
Морски пјетлић је риба чија боја варира од смеђе ка зеленим тоновима са карактеристичним црвеним или жутим мрљама. Када је узнемирена, риба шири своја „крила“, која су полу прозирна и са фосфоресцентном јарко плавом бојом на врховима.На леђима посједује ред тврдих и оштрих пераја и ред меканих. Велика пераја у облику крила налазе се на бочним странама. Риба има карактеристичне велике очи. Одрасле јединке достижу дужину од 50 цм и тежину од 1,8 кг. 

## Исхрана
Главни извори хране морском пјетлићу су ситније рибе, шкољке и мали ракови.

## Узгој
Морски пјетлић готово да нема комерцијалну вриједност. Углавном се користи као акваријумска риба. Морски пјетлић не спада у групу отровних риба. 